# Phaneroptera minima
Phaneroptera minima är en insektsart som beskrevs av Brunner von Wattenwyl 1878. Phaneroptera minima ingår i släktet Phaneroptera och familjen vårtbitare. Inga underarter finns listade i Catalogue of Life.